# Raymond Calbuth
« Calbuth » redirige ici. Pour l’article homophone, voir Calbute.
Raymond Calbuth est un héros comique de bandes dessinées de Tronchet, publiées par les éditions Glénat. 

## Personnage
Il s'agit d'un Français moyen retraité, convaincu de sa notoriété et de son charisme. À l'instar des autres personnages de l'auteur, il habite la commune de Ronchin dans le Nord, au 13 allée des Lilas. Au cours des différents tomes, il enchaîne gaffes et comportements mythomanes. Il se croit impliqué dans les décisions importantes du monde (comme la Conférence de Yalta ou les tensions de la guerre froide) alors que la réalité le montre comme un pantouflard vêtu la plupart du temps d'un pyjama et d'un peignoir, n'ayant quasiment jamais quitté son pays natal et inconnu en dehors de son immeuble. Il croit mener une vie aventureuse alors que les activités auxquelles il se livre sont soit banales (il croit voyager dans le temps alors qu'il ne fait que régler une montre numérique), soit complètement stupides (comme "arnaquer" la police en payant une amende imaginaire). Contrairement à l'autre héros récurrent Jean-Claude Tergal, Raymond Calbuth est marié et ne cherche pas l'amour, quoiqu'on peut parfois le voir draguer des personnes de la gent féminine, ce qui se termine toujours par un échec. Son épouse, Monique, se laisse souvent entraîner dans les délires mythomanes de son mari, bien qu'elle fasse occasionnellement preuve de lucidité.

Les tomes sont parus de 1987 à 2007. Le tome 4 de la série a été récompensé au  Festival d'Angoulême 1993.

## Albums
1. 1 Raymond Calbuth : Ma vie est une jungle 1984 - Édition Bédéfil / Alain Cicerone - premier album de Didier Vasseur dit Tronchet. Il ne s’agit pas d’un numéro zéro.
2. Fils du vent, 1987
3. À la conquête du globe, 1988
4. Bourreau des cœurs, 1989
5. Chasseur de gloire, 1992. L'album reçoit l'Alph'Art Humour du Festival d'Angoulême 1993.
6. Tome 5
7. Tome 6
8. Tome 7, 2001
9. La légende continue, 2007

Hors séries
- 20 ans de charentaises 1997 Édition limitée, offerte avec le tome 8.
- La vie echevelée de Raymond Calbuth : intégrale des quatre premiers tomes, 1993
- Les bons trucs de Raymond, compilation des gags récurrents de la série, 1995